# 大城滉二
大城 滉二（おおしろ こうじ、1993年6月14日 - ）は、沖縄県豊見城市出身のプロ野球選手（内野手、外野手）。右投右打。オリックス・バファローズ所属。
妻はモデルのSHERY。

## 経歴

### プロ入り前
豊見城市立長嶺小学校の1年時に「長嶺ベースボールクラブ」で野球を始めると、豊見城市立長嶺中学校で軟式野球部に所属した。
私立興南高校への進学後は、1年秋からベンチ登録。2年時には遊撃手として同学年で唯一のレギュラーを確保し、甲子園球場での全国大会史上6校目の甲子園春夏連覇達成に貢献した。しかし、3年夏の沖縄県大会では、準決勝で多和田真三郎擁する中部商業高校に敗戦。卒業後は立教大学へ進学した。
立教大学では、入学の直後から正遊撃手に定着。1年時と3年時には東京六大学野球の秋季リーグ戦で、遊撃手部門のベストナインを獲得した。また、2年時には、日米大学野球代表に選出。4年時の春季リーグ戦では、打率が2割前後に低迷したが、リーグ戦通算100安打（リーグ史上31人目、立教大学の選手では史上5人目）を先頭打者本塁打で達成した。在学中のリーグ戦では、通算95試合に出場。打率.307、5本塁打、36盗塁を記録した。通算の安打数は112安打で、立教大学の選手としては歴代で最も多い（2019年秋季リーグ戦終了時点）。
2015年10月22日に行われたドラフト会議では、オリックス・バファローズから3位指名を受け、契約金6000万円、年俸1200万円（金額は推定）という条件で入団した。背番号は、この年に引退した谷佳知が着けていた10。担当スカウトは大学の先輩早川大輔だった。

### オリックス時代
2016年、同期入団の鈴木昂平・杉本裕太郎と共に春季キャンプを一軍でスタート。前年までの正遊撃手・安達了一が潰瘍性大腸炎で出遅れていたことから、遊撃手の候補の1人として、新人では唯一キャンプ終盤まで一軍に帯同し、キャンプ最終日の2月28日に行われた東北楽天ゴールデンイーグルスとの練習試合には遊撃手としてスタメンに起用された。しかし、4回表までに守備でミスを連発し、試合中に一軍監督の福良淳一から、鈴木との入れ替え（二軍降格）と、隣接するサブ球場への移動を命じられた。その後サブ球場で同時に行われていた二軍の練習試合（対読売ジャイアンツ戦）で、スタメンの鈴木に代わって途中から出場した。福良は試合後に「ミスは仕方ないが、その後で執念を出さないといけない。引きずったらこの世界で生きていけない。執念や球際の強さが出ない限り、（大城を一軍に）上げるまでには時間がかかる」とコメントした。4月3日の対千葉ロッテマリーンズ戦（京セラドーム大阪）で、「8番・遊撃手」としてスタメンで一軍公式戦にデビュー。7回裏の第3打席で一軍初安打を打って出塁すると、一軍初得点を記録し、チームを勝利に導いた。4月中旬に安達が一軍へ復帰してからは、本職の遊撃手に加えて、中堅手や三塁手にも起用。沖縄県内54年ぶりのパシフィック・リーグ公式戦であった6月28日の同カードには、「1番・中堅手」としてスタメンで出場。3回裏の第2打席でチームの先制点につながる左犠飛を放って勝利に貢献し、試合終了後には西勇輝と共にヒーローインタビューを受けた。一軍公式戦全体では、64試合の出場で打率.224を記録した。
2017年、前年に続いて、レギュラーシーズンの開幕を一軍でスタート。当初は試合途中からの出場が多かったが、6月下旬頃からは、安達に代わって遊撃手としてスタメンの機会も増えた。 7月17日の千葉ロッテマリーンズ戦（ZOZOマリンスタジアム）では内竜也から一軍公式戦初本塁打を打った。一軍公式戦には122試合へ出場。通算打席は400で、パ・リーグの規定打席にわずかに届かなかったものの、打率（.246）は前年を上回った。
2018年、3年連続で開幕一軍入りを果たしたが、安達が遊撃、新人の山足達也が二塁手としてスタメンに起用されたため、自身はサードで開幕を迎えた。開幕2カード目の4月3日の対千葉ロッテマリーンズ戦で山足が負傷してからは、二塁手としてスタメンに定着。4月12日の対東北楽天ゴールデンイーグルス戦（いずれも京セラドーム）では、フランク・ハーマンからプロ入り初のサヨナラ安打を打った。一軍公式戦には128試合の出場で、前年に続いて規定打席へわずかに届かなかったが、打率.231ながら4本塁打、15盗塁を記録した。
2019年、開幕一軍に入ったが、北海道日本ハムファイターズとの開幕カード（札幌ドーム）では、福田周平が二塁、新人の頓宮裕真が三塁、安達が遊撃のスタメンに起用され、前年に続いてのベンチスタートとなった。しかし、安達が極度の不振で開幕2カード目から二軍へ降格すると、遊撃手としてスタメンに定着。5月に月間打率.315を記録するなど、前半戦は打撃が好調で、ステフェン・ロメロの戦線離脱中には3番打者も任された。セ・パ交流戦の終盤に一軍へ復帰した安達を三塁へ追いやるほど好調だったが、8月中旬以降は腰痛で一軍から遠ざかり、シーズン終了後の11月22日には左臀部の表皮膿瘍切除手術を受けた。一軍公式戦全体では、91試合の出場で3本塁打、10盗塁、自己最高の打率.262を記録。12月11日には、新外国人選手として入団したアダム・ジョーンズがMLB時代に続いて背番号10を着用することに伴って、自身の背番号を9へ変更することが球団から発表された。
2020年7月26日の東北楽天ゴールデンイーグルス戦で藤平尚真から頭部に死球（藤平は危険球退場）を受け担架で運ばれ途中交代し、病院で頭部打撲と診断された。3日後の試合で復帰し、先発出場した。二遊間を中心に94試合に出場し守備で貢献したが、打率は.207と低迷した。
2021年、東京オリンピック開催に伴うペナントレース中断期間中に行われた8月8日のDeNAとのエキシビションマッチで、6回の守備で一塁のベースカバー時に右膝を負傷し途中交代。病院で右膝前十字靱帯損傷と診断され、8月27日に再建手術を受けた。オフにジョーンズが退団したため背番号を再び10に変更した。
2022年は、4月29日に感染拡大防止特例2022の代替選手として一軍に初昇格し、5月10日の日本ハム戦（札幌ドーム）で第一号本塁打を放った。5月26日の巨人戦（東京ドーム）で、犠打で一塁へ駆け込んだ際に足に張りを訴え途中交代し、左太腿裏の軽度筋損傷との診断を受け翌27日に出場登録を抹消され、6月24日に一軍復帰。最終的に57試合に出場し、打率.244、2本塁打、6打点という成績だった。
2023年は、4月21日に国内FA権を取得した。前年と同じ57試合に出場し、打率.196、1本塁打、10打点という成績を残し、オフにはFA権は行使せず残留し、2年契約を結んだ。
2024年は、3月27日、右肩甲下筋の筋損傷と診断され開幕前から離脱となる。リハビリを経て7月12日のロッテ戦から一軍復帰を果たすが、1打席目で安打を放った際に足に張りを訴え途中交代し、翌13日に出場選手登録を抹消された。

## 選手としての特徴・人物
50メートル走で6秒フラットを計測した俊足と広い守備範囲が持ち味のユーティリティープレイヤー。上段から振り下ろす打撃フォームが特徴。「坂本勇人に匹敵するほど、遊撃手としての総合力が高い」と評価されている。
野球人生の中で「一番悔しかった」出来事として、前述した新人時代の春季キャンプでの二軍降格を挙げている。
オリックスと仮契約を結んだ際には、2016年6月28・29日に地元の沖縄セルラースタジアムで予定されている東北楽天ゴールデンイーグルスの一軍公式戦へ出場することや、背番号10の先輩選手・谷の通算安打数と同じ1928安打を打つことを目標に挙げていた。
2020年6月13日、同年2月にモデルのSHERYと結婚していたことが明かされた。

## 詳細情報

### 年度別打撃成績
| 年 度     | 球 団      | 試 合 | 打 席 | 打 数 | 得 点 | 安 打 | 二 塁 打 | 三 塁 打 | 本 塁 打 | 塁 打 | 打 点 | 盗 塁 | 盗 塁 死 | 犠 打 | 犠 飛 | 四 球 | 敬 遠 | 死 球 | 三 振 | 併 殺 打 | 打 率 | 出 塁 率 | 長 打 率 | O P S |
| --------- | ---------- | ----- | ----- | ----- | ----- | ----- | -------- | -------- | -------- | ----- | ----- | ----- | -------- | ----- | ----- | ----- | ----- | ----- | ----- | -------- | ----- | -------- | -------- | ----- |
| 2016      | オリックス | 64    | 177   | 161   | 11    | 36    | 4        | 1        | 0        | 42    | 7     | 1     | 4        | 10    | 1     | 5     | 0     | 0     | 38    | 4        | .224  | .246     | .261     | .506  |
| 2017      | オリックス | 122   | 400   | 345   | 28    | 85    | 10       | 1        | 2        | 103   | 21    | 7     | 4        | 35    | 1     | 16    | 0     | 3     | 59    | 6        | .246  | .285     | .299     | .583  |
| 2018      | オリックス | 128   | 428   | 377   | 45    | 87    | 14       | 2        | 4        | 117   | 28    | 15    | 9        | 20    | 0     | 28    | 1     | 3     | 77    | 8        | .231  | .289     | .310     | .600  |
| 2019      | オリックス | 91    | 345   | 302   | 36    | 79    | 18       | 2        | 3        | 110   | 28    | 11    | 10       | 11    | 1     | 25    | 0     | 6     | 56    | 4        | .262  | .329     | .364     | .694  |
| 2020      | オリックス | 94    | 285   | 251   | 25    | 52    | 3        | 0        | 1        | 58    | 14    | 7     | 3        | 11    | 0     | 20    | 0     | 3     | 51    | 4        | .207  | .274     | .231     | .505  |
| 2021      | オリックス | 49    | 71    | 61    | 4     | 11    | 3        | 0        | 0        | 14    | 5     | 1     | 0        | 5     | 0     | 3     | 0     | 2     | 14    | 2        | .180  | .242     | .230     | .472  |
| 2022      | オリックス | 57    | 110   | 90    | 9     | 22    | 4        | 0        | 2        | 32    | 6     | 2     | 0        | 8     | 0     | 12    | 0     | 0     | 25    | 2        | .244  | .333     | .356     | .689  |
| 2023      | オリックス | 57    | 51    | 46    | 7     | 9     | 3        | 0        | 1        | 15    | 10    | 1     | 0        | 0     | 0     | 4     | 0     | 1     | 8     | 2        | .196  | .275     | .326     | .601  |
| 2024      | オリックス | 7     | 18    | 13    | 3     | 4     | 1        | 0        | 0        | 5     | 2     | 0     | 0        | 3     | 0     | 0     | 0     | 2     | 1     | 0        | .308  | .400     | .385     | .785  |
| 通算：9年 | 通算：9年  | 669   | 1885  | 1646  | 168   | 385   | 60       | 6        | 13       | 496   | 121   | 45    | 30       | 103   | 3     | 113   | 1     | 20    | 329   | 32       | .234  | .291     | .301     | .592  |

- 2024年度シーズン終了時

### 年度別守備成績
内野守備
| 年 度 | 球 団      | 一塁  | 一塁  | 一塁  | 一塁  | 一塁  | 一塁     | 二塁  | 二塁  | 二塁  | 二塁  | 二塁  | 二塁     | 三塁  | 三塁  | 三塁  | 三塁  | 三塁  | 三塁     | 遊撃  | 遊撃  | 遊撃  | 遊撃  | 遊撃  | 遊撃     |
| 年 度 | 球 団      | 試 合 | 刺 殺 | 補 殺 | 失 策 | 併 殺 | 守 備 率 | 試 合 | 刺 殺 | 補 殺 | 失 策 | 併 殺 | 守 備 率 | 試 合 | 刺 殺 | 補 殺 | 失 策 | 併 殺 | 守 備 率 | 試 合 | 刺 殺 | 補 殺 | 失 策 | 併 殺 | 守 備 率 |
| ----- | ---------- | ----- | ----- | ----- | ----- | ----- | -------- | ----- | ----- | ----- | ----- | ----- | -------- | ----- | ----- | ----- | ----- | ----- | -------- | ----- | ----- | ----- | ----- | ----- | -------- |
| 2016  | オリックス | -     | -     | -     | -     | -     | -        | -     | -     | -     | -     | -     | -        | 36    | 21    | 45    | 1     | 6     | .985     | 10    | 10    | 24    | 4     | 2     | .895     |
| 2017  | オリックス | -     | -     | -     | -     | -     | -        | 68    | 104   | 121   | 6     | 27    | .974     | 17    | 4     | 13    | 0     | 2     | 1.000    | 51    | 44    | 109   | 3     | 20    | .981     |
| 2018  | オリックス | -     | -     | -     | -     | -     | -        | 63    | 101   | 140   | 5     | 24    | .980     | 64    | 22    | 45    | 4     | 4     | .944     | 14    | 21    | 26    | 0     | 7     | 1.000    |
| 2019  | オリックス | -     | -     | -     | -     | -     | -        | 1     | 0     | 1     | 0     | 0     | 1.000    | 2     | 0     | 0     | 0     | 0     | ----     | 89    | 132   | 229   | 11    | 45    | .970     |
| 2020  | オリックス | -     | -     | -     | -     | -     | -        | 66    | 124   | 175   | 2     | 33    | .993     | 3     | 0     | 0     | 0     | 0     | ----     | 22    | 29    | 48    | 0     | 9     | 1.000    |
| 2021  | オリックス | 1     | 0     | 0     | 0     | 0     | ----     | 31    | 18    | 30    | 3     | 9     | .941     | 7     | 2     | 6     | 0     | 2     | 1.000    | 9     | 8     | 17    | 2     | 1     | .926     |
| 2022  | オリックス | -     | -     | -     | -     | -     | -        | 38    | 35    | 68    | 1     | 13    | .990     | 7     | 4     | 1     | 0     | 0     | 1.000    | 4     | 2     | 3     | 0     | 0     | 1.000    |
| 2023  | オリックス | -     | -     | -     | -     | -     | -        | 40    | 22    | 45    | 2     | 8     | .971     | 12    | 2     | 3     | 1     | 0     | .833     | 5     | 0     | 3     | 0     | 1     | 1.000    |
| 2024  | オリックス | -     | -     | -     | -     | -     | -        | 6     | 6     | 18    | 0     | 3     | 1.000    | 1     | 0     | 1     | 0     | 0     | 1.000    | -     | -     | -     | -     | -     | -        |
| 通算  | 通算       | 1     | 0     | 0     | 0     | 0     | ----     | 313   | 410   | 598   | 19    | 117   | .982     | 149   | 55    | 114   | 6     | 14    | .966     | 204   | 246   | 459   | 20    | 85    | .972     |

外野守備
| 年 度 | 球 団      | 外野  | 外野  | 外野  | 外野  | 外野  | 外野     |
| 年 度 | 球 団      | 試 合 | 刺 殺 | 補 殺 | 失 策 | 併 殺 | 守 備 率 |
| ----- | ---------- | ----- | ----- | ----- | ----- | ----- | -------- |
| 2016  | オリックス | 21    | 26    | 0     | 2     | 0     | .929     |
| 2017  | オリックス | 10    | 12    | 0     | 0     | 0     | 1.000    |
| 2018  | オリックス | 29    | 42    | 2     | 0     | 1     | 1.000    |
| 2020  | オリックス | 1     | 0     | 0     | 0     | 0     | ----     |
| 2022  | オリックス | 5     | 3     | 0     | 0     | 0     | 1.000    |
| 通算  | 通算       | 66    | 83    | 2     | 2     | 1     | .977     |

- 2024年度シーズン終了時

### 記録
初記録
- 初出場・初先発出場：2016年4月3日、対千葉ロッテマリーンズ3回戦（京セラドーム大阪）、8番・遊撃手で先発出場
- 初安打：同上、7回裏にジェイソン・スタンリッジから左前安打
- 初打点：2016年6月25日、対北海道日本ハムファイターズ8回戦（ほっともっとフィールド神戸）、2回裏に有原航平から右前適時打
- 初盗塁：2016年8月24日、対埼玉西武ライオンズ22回戦（ほっともっとフィールド神戸）、5回裏に二盗（投手：多和田真三郎 、捕手：森友哉）
- 初本塁打：2017年7月17日、対千葉ロッテマリーンズ15回戦（ZOZOマリンスタジアム）、9回表に内竜也から左越ソロ

### 背番号
- 10（2016年 - 2019年、2022年 - ）
- 9（2020年 - 2021年）

### 登場曲
- 「海の声」BEGIN（2016年）
- 「ダイナミック琉球」イクマあきら（2017年 - 2018年）
- 「南風になれ」かりゆし58（2019年、2022年 - ）
- 「俺たちのニライカナイ」長渕剛（2020年）
- 「琉9soul」PIEC3 POPPO（2021年）

### 代表歴
- 第39回日米大学野球選手権大会日本代表